# Вес, Серхио
Се́рхио Вес Лабрадо́р (исп. Sergio Vez Labrador; род. 13 мая 1994, Басаури, Страна Басков) — испанский кёрлингист и тренер по кёрлингу.

## Достижения
- Чемпионат мира по кёрлингу среди смешанных команд: серебро (2018, 2023).
- Чемпионат мира по кёрлингу среди смешанных пар: бронза (2014).
- Первенство Европы по кёрлингу среди юниоров: серебро (2015).

## Команды
| Сезон                                               | Четвёртый                     | Третий                     | Второй                        | Первый                          | Запасной                   | Тренер              | Турниры              |
| --------------------------------------------------- | ----------------------------- | -------------------------- | ----------------------------- | ------------------------------- | -------------------------- | ------------------- | -------------------- |
| 2006—07                                             | Carlos Gonzalez Sacristan     | Iván Martinez Legido       | Серхио Вес Лабрадор           | Pello Roldán de Aranguiz Lahora | Carlos Vega Blanco         | Alberto Vez         | ПЕКЮ 2007 (9 место)  |
| 2007—08                                             | Carlos Gonzalez Sacristan     | Серхио Вес Лабрадор        | Iván Martinez Legido          | Pello Roldán de Aranguiz Lahora | Carlos Vega Blanco         | Alberto Vez         | ПЕКЮ 2008 (5 место)  |
| 2008—09                                             | Carlos Gonzalez Sacristan     | Серхио Вес Лабрадор        | Iván Martinez Legido          | Pello Roldán de Aranguiz Lahora | Carlos Vega Blanco         | Alberto Vez         | ПЕКЮ 2009 (13 место) |
| 2009—10                                             | Серхио Вес Лабрадор           | Анхель Гарсиа Агирресабаль | Adrian Manero Vicente         | Эдуардо де Пас Курезес          |                            | Manuel Ruch         | ПЕКЮ 2010 (9 место)  |
| 2010—11                                             | Серхио Вес Лабрадор           | Alberto Vez                | Manuel Garcia Roman           | Inigo Ruiz deEguilaz            | Egoitz Gordo Villamor      |                     | ЧЕ 2010 (18 место)   |
| 2010—11                                             | Серхио Вес Лабрадор           | Анхель Гарсиа Агирресабаль | Adrian Manero Vicente         | Эдуардо де Пас Курезес          | Egoitz Gordo Villamor      | Sorkunde Vez Bilbao | ПЕКЮ 2011 (8 место)  |
| 2011—12                                             | Серхио Вес Лабрадор           | Анхель Гарсиа Агирресабаль | Adrian Manero Vicente         | Carlos Vega Blanco              | Марио Фернандес Родригес   | Melanie Robillard   | ПЕКЮ 2012 (7 место)  |
| 2012—13                                             | Antonio De Mollinedo Gonzalez | Серхио Вес Лабрадор        | Jose Manuel Sanguesa          | Анхель Гарсиа Агирресабаль      | Carlos Vega Blanco         |                     | ЧЕ 2012 (19 место)   |
| 2013—14                                             | Микель Унануэ                 | Серхио Вес Лабрадор        | Inaki Lasuen                  | Victor Mirete                   | Avelino Garcia             | Майк Харрис         | ЧЕ 2013 (21 место)   |
| 2014—15                                             | Серхио Вес Лабрадор           | Марио Фернандес Родригес   | Эдуардо де Пас Курезес        | Луис Доминго де Сан-Леандро     | Гонцал Гарсиа Вес          | Катя Киискинен      | ПЕКЮ 2015            |
| 2014—15                                             | Серхио Вес Лабрадор           | Анхель Гарсиа Агирресабаль | Эдуардо де Пас Курезес        | Луис Доминго де Сан-Леандро     | Марио Фернандес Родригес   | Катя Киискинен      | ЗУ 2015 (10 место)   |
| 2015—16                                             | Серхио Вес Лабрадор           | Микель Унануэ              | Antonio De Mollinedo Gonzalez | Jose Manuel Sanguesa            | Эдуардо де Пас Курезес     | Кеннет Хертсдаль    | ЧЕ 2015 (22 место)   |
| 2017—18                                             | Серхио Вес Лабрадор           | Микель Унануэ              | Antonio De Mollinedo Gonzalez | Эдуардо де Пас Курезес          | Анхель Гарсиа Агирресабаль | Кеннет Хертсдаль    | ЧЕ 2017 (14 место)   |
| 2018—19                                             | Серхио Вес                    | Микель Унануэ              | Antonio De Mollinedo          | Эдуардо де Пас                  | Анхель Гарсиа Агирресабаль | Кеннет Хертсдаль    | ЧЕ 2018 (18 место)   |
| 2019—20                                             | Серхио Вес                    | Микель Унануэ              | Nicholas Shaw                 | Эдуардо де Пас                  | Анхель Гарсиа              | Кеннет Хертсдаль    | ЧЕ 2019 (15 место)   |
| 2021—22                                             | Серхио Вес                    | Luis Gomez                 | Эдуардо де Пас                | Nicholas Shaw                   | Анхель Гарсиа              |                     | ЧЕ 2021 (13 место)   |
| 2022—23                                             | Серхио Вес                    | Микель Унануэ              | Эдуардо де Пас                | Nicholas Shaw                   | Luis Gomez                 | Дэвид Уиллс         | ЧЕ 2022 (9 место)    |
| 2024—25                                             | Серхио Вес                    | Микель Унануэ              | Эдуардо де Пас                | Nicholas Shaw                   |                            | Даниэль Рафаэль     | ЧЕ 2024 (13 место)   |
| Кёрлинг среди смешанных команд (mixed curling)      |                               |                            |                               |                                 |                            |                     |                      |
| 2010—11                                             | Иранцу Гарсиа Вес             | Серхио Вес Лабрадор        | Elena Altuna                  | Manuel Garcia Roman             | Egoitz Gordo Villamor      |                     | ЧЕСК 2010 (13 место) |
| 2013—14                                             | Серхио Вес Лабрадор           | Иранцу Гарсиа Вес          | Alberto Vez                   | Estrella Labrador Amo           |                            |                     | ЧЕСК 2013 (9 место)  |
| 2015—16                                             | Серхио Вес Лабрадор           | Ойане Отаэги               | Микель Унануэ                 | Лейре Отаэги                    |                            |                     | ЧМСК 2015 (24 место) |
| 2017—18                                             | Серхио Вес Лабрадор           | Ойане Отаэги               | Микель Унануэ                 | Лейре Отаэги                    |                            |                     | ЧМСК 2017 (9 место)  |
| 2018—19                                             | Серхио Вес Лабрадор           | Ойане Отаэги               | Микель Унануэ                 | Лейре Отаэги                    |                            |                     | ЧМСК 2018            |
| 2019—20                                             | Серхио Вес                    | Ойане Отаэги               | Микель Унануэ                 | Лейре Отаэги                    |                            |                     | ЧМСК 2019 (9 место)  |
| 2022—23                                             | Серхио Вес                    | Ойане Отаэги               | Микель Унануэ                 | Daniela Garcia                  |                            |                     | ЧМСК 2022 (9 место)  |
| 2023—24                                             | Серхио Вес                    | Ойане Отаэги               | Микель Унануэ                 | Лейре Отаэги                    |                            |                     | ЧМСК 2023            |
| 2024—25                                             | Серхио Вес                    | Ойане Отаэги               | Микель Унануэ                 | Лейре Отаэги                    |                            |                     | ЧМСК 2024 (4 место)  |
| Кёрлинг среди смешанных пар (mixed doubles curling) |                               |                            |                               |                                 |                            |                     |                      |
| 2007—08                                             | Серхио Вес Лабрадор           | Иранцу Гарсиа Вес          |                               |                                 |                            | Alberto Vez         | ЧМСП 2008 (22 место) |
| 2009—10                                             | Серхио Вес Лабрадор           | Иранцу Гарсиа Вес          |                               |                                 |                            |                     | ЧМСП 2010 (4 место)  |
| 2010—11                                             | Серхио Вес Лабрадор           | Иранцу Гарсиа Вес          |                               |                                 |                            | Sorkunde Vez Bilbao | ЧМСП 2011 (11 место) |
| 2011—12                                             | Серхио Вес Лабрадор           | Иранцу Гарсиа Вес          |                               |                                 |                            | Alberto Vez         | ЧМСП 2012 (18 место) |
| 2012—13                                             | Серхио Вес Лабрадор           | Иранцу Гарсиа Вес          |                               |                                 |                            |                     | ЧМСП 2013 (21 место) |
| 2013—14                                             | Серхио Вес Лабрадор           | Иранцу Гарсиа Вес          |                               |                                 |                            | Ruaraidh Whyte      | ЧМСП 2014            |

(скипы выделены полужирным шрифтом)

## Результаты как тренера национальных сборных
| Год  | Турнир                                                            | Сборная               | Место |
| ---- | ----------------------------------------------------------------- | --------------------- | ----- |
| 2018 | Чемпионат мира по кёрлингу среди юниоров (группа Б) 2018          | Испания (юниоры муж.) | 4     |
| 2019 | Чемпионат мира по кёрлингу среди юниоров (группа Б) 2019 (январь) | Испания (юниоры муж.) | 14    |